# Купчегень
Купчеге́нь — село в Онгудайском муниципальном районе Республики Алтай, административный центр Купчегенского сельского поселения.

## География
Село расположено в горной долине Улегемского хребта (северо-восточного отрога Теректинского хребта) у устья реки Купчегень при впадении её в реку Большой Ильгумень (левый приток Катуни).

## Население
| 2010 | 2011 | 2012 | 2013 | 2014 | 2015 | 2016 |
| ---- | ---- | ---- | ---- | ---- | ---- | ---- |
| 574  | ↘572 | ↘540 | ↗544 | ↗559 | ↗562 | ↘551 |

## Транспорт
Через село проходит федеральная трасса Р256 «Чуйский тракт» (примерно 670-й километр). В 10—12 километрах севернее Купчегеня, трасса проходит через перевал Чике-Таман.

## История
Село основано в 1883 году.

## Достопримечательности
В селе действует краеведческий музей. В окрестностях расположены места древних захоронений и курганы. В 6 километрах к юго-востоку от Купчегеня по обе стороны Чуйского тракта на берегу Катуни расположен археологический комплекс Кур-Кечу.